# Circus Mircus
Circus Mircus is een Georgische band.

## Biografie
Circus Mircus werd eind 2020 opgericht in de Georgische hoofdstad Tbilisi door drie voormalige studenten aan de plaatselijke circusacademie. In november 2021 werd de groep door de Georgische openbare omroep intern aangeduid om het land te vertegenwoordigen op het Eurovisiesongfestival 2022, dat gehouden werd in in het Italiaanse Turijn. Het ingezonden lied heeft de titel 'Lock me in'. Op het festival werd het lied laatste in de eerste halve finale, waardoor er geen plek in de finale in zat.